# فضل ونعمة (فلم)
فضل ونعمة هو فيلم كوميدي تم إنتاجه في مصر وصدر في سنة 2022.

## بطولة
- ماجد الكدواني
- هند صبري
- محمود حافظ
- ياسمين العبد
- محمد ممدوح

## القصة
في إطار كوميدي، تدور الأحداث حول صاحب مطعم يحمل اسم (فضل ونعمة) يمر بالعديد من المواقف الكوميدية والمفارقات خلال إدارته لهذا المطعم.

## وصلات خارجية
- مقالات تستعمل روابط فنية بلا صلة مع ويكي بيانات

1. ↑  "ماجد الكدوانى وهند صبرى ينتهيان من تصوير آخر مشاهد فيلم "فضل ونعمة"  على موقع اليوم السابع". اليوم السابع. مؤرشف من الأصل في 11 سيبتمبر 2022. {{استشهاد ويب}}: تحقق من التاريخ في: |تاريخ أرشيف= (مساعدة)
2. ↑  "هند صبرى زوجة ماجد الكدوانى فى فيلم "فضل ونعمة" على موقع اليوم السابع". اليوم السابع. مؤرشف من الأصل في 11 سيبتمبر 2022. {{استشهاد ويب}}: تحقق من التاريخ في: |تاريخ أرشيف= (مساعدة)
3. ↑  "عرض فيلم «فضل ونعمة» لـ ماجد الكدوانى فى موسم الصيف على موقع الدستور". الدستور. مؤرشف من الأصل في 2022-09-11. {{استشهاد ويب}}: |archive-date= / |archive-url= timestamp mismatch (مساعدة)